# Кошарно
Кошарно (на сръбски: Кошарно или Košarno) е село в община Буяновац, Пчински окръг, Сърбия.

## История
В края на XIX век Кошарно е село в Прешевска кааза на Османската империя. Според патриаршеския митрополит Фирмилиан в 1902 година в Кошарно има 23 сръбски патриаршистки къщи.

## Население
- 1948 – 208
- 1953 – 196
- 1961 – 160
- 1971 – 135
- 1981 – 125
- 1991 – 112
- 2002 – 105

## Етнически състав
(2002)
- 105 (99,04%) – сърби
- 1 (0,95%) – неизвестни